# Virginia Galbiati
Virginia Galbiati (Milano, 30 settembre 1992) è un'ex cestista italiana.

## Carriera
Guardia tiratrice di 176 cm, ha giocato in Serie A1 con Ragusa con Sesto San Giovanni, Battipaglia, Broni, nelle Nazionali italiane giovanili e nella Nazionale italiana senior.
Dopo il ritiro dall'attività agonistica, dall'estate 2023 è diventata fisioterapista della Juventus Women.

## Statistiche

### Presenze e punti nei club
Statistiche aggiornate al 30 giugno 2014
| Stagione        | Squadra                      | Competizione | Partite | Partite | Partite | Statistiche tiro | Statistiche tiro | Statistiche tiro | Altre statistiche | Altre statistiche | Altre statistiche | Altre statistiche | Altre statistiche |
| Stagione        | Squadra                      | Competizione | Pres.   | Titol.  | Minuti  | Tiri da 2        | Tiri da 3        | Liberi           | Rimb.             | Assist            | Rubate            | Stopp.            | Punti             |
| --------------- | ---------------------------- | ------------ | ------- | ------- | ------- | ---------------- | ---------------- | ---------------- | ----------------- | ----------------- | ----------------- | ----------------- | ----------------- |
| 2007-2008       | Basket Femminile Biassono    | Serie B1     |         |         |         |                  |                  |                  |                   |                   |                   |                   |                   |
| 2008-2009       | Pilot Italia Biassono        | Serie A2     | 28      | 12      | 523     | 34/76            | 27/75            | 27/36            | 47                | 8                 | 47                | 4                 | 176               |
| 2009-2010       | Pilot Italia Biassono        | Serie A2     | 31      | 18      | 793     | 74/152           | 49/142           | 68/95            | 78                | 25                | 117               | 9                 | 363               |
| 2010-2011       | Pilot Italia Biassono        | Serie A2     | 31      | 16      | 919     | 88/213           | 50/201           | 69/94            | 105               | 26                | 75                | 4                 | 395               |
| 2011-2012       | Lissone Interni Biassono     | Serie A2     | 28      | 28      | 871     | 96/219           | 50/166           | 90/115           | 136               | 31                | 116               | 5                 | 432               |
| 2012-2013       | Passalacqua Trasporti Ragusa | Serie A2     | 25      | 24      | 537     | 59/129           | 35/100           | 32/45            | 59                | 11                | 64                | 0                 | 255               |
| 2013-2014       | Passalacqua Ragusa           | Serie A1     | 34      | 7       | 520     | 47/82            | 35/105           | 19/26            | 63                | 16                | 29                | 0                 | 218               |
| Totale carriera |                              |              |         |         |         |                  |                  |                  |                   |                   |                   |                   |                   |

### Cronologia presenze e punti in Nazionale
| Cronologia completa delle presenze e dei punti in Nazionale - Italia | Cronologia completa delle presenze e dei punti in Nazionale - Italia | Cronologia completa delle presenze e dei punti in Nazionale - Italia | Cronologia completa delle presenze e dei punti in Nazionale - Italia | Cronologia completa delle presenze e dei punti in Nazionale - Italia | Cronologia completa delle presenze e dei punti in Nazionale - Italia | Cronologia completa delle presenze e dei punti in Nazionale - Italia | Cronologia completa delle presenze e dei punti in Nazionale - Italia |
| Data                                                                 | Città                                                                | In casa                                                              | Risultato                                                            | Ospiti                                                               | Competizione                                                         | Punti                                                                | Note                                                                 |
| -------------------------------------------------------------------- | -------------------------------------------------------------------- | -------------------------------------------------------------------- | -------------------------------------------------------------------- | -------------------------------------------------------------------- | -------------------------------------------------------------------- | -------------------------------------------------------------------- | -------------------------------------------------------------------- |
| 4-3-2013                                                             | Ariano Irpino                                                        | LPA Ariano Irpino                                                    | 49 - 71                                                              | Italia                                                               | Amichevole                                                           | 10                                                                   | [ 2 ]                                                                |
| 8-3-2014                                                             | Rimini                                                               | Italia                                                               | 56 - 62                                                              | World Stars                                                          | Amichevole                                                           | 0                                                                    | [ 3 ]                                                                |
| Totale                                                               |                                                                      | Presenze                                                             | 3                                                                    |                                                                      | Punti                                                                | 17                                                                   |                                                                      |

## Palmarès
- Campionato italiano di Serie A2: 1
GEAS Sesto San Giovanni  2017-18
- Coppa Italia femminile A2: {{{2}}}
Basket Broni 93:

2015-16
- Campionato italiano di Serie A2: 1
Basket Broni 93:  2015-16
- Campionato italiano di Serie A2: 1
V. E. Ragusa: 2012-13
- Campionato italiano di Serie B d'Eccellenza: 1
Italia basket U16: 2008
Basket Biassono: 2007-08